# Rhabdodemania laticauda
Rhabdodemania laticauda is een rondwormensoort uit de familie van de Rhabdodemaniidae. De wetenschappelijke naam van de soort is voor het eerst geldig gepubliceerd in 1926 door Ditlevsen.